# Non belligeranza
Non belligeranza è una espressione che indica la posizione politica e giuridica di uno Stato che, pur astenendosi dal conflitto, attua un diverso trattamento nei confronti delle varie nazioni belligeranti. Si può considerare come a metà tra la neutralità e lo stato di guerra.
La nazione non belligerante non partecipa direttamente alle ostilità, ma offre i suoi servizi a un'altra. Non invia, dunque, truppe a combattere, ma non si oppone ad offrire risorse quali petrolio, intelligence, e così via, mentre potrebbe fare il contrario a una terza nazione.
La locuzione fu coniata in Italia nel settembre 1939 e utilizzata nei comunicati per mezzo dei quali il governo fascista rendeva pubblica la propria politica internazionale nell'ambito della Seconda guerra mondiale, a causa dell'invasione della Germania verso la Polonia. Successivamente fu utilizzata dalla Turchia (gennaio 1940), dalla Spagna (giugno 1940) e dal Portogallo (1944).
Il termine deriva dal latino Bellum,-a , "guerra", neutro della seconda declinazione.